# استن براون (بازیکن فوتبال انگلیسی)
استن براون (انگلیسی: Stan Brown; ۱۵ سپتامبر ۱۹۴۱ – ۱۵ مارس ۲۰۱۸) بازیکن فوتبال اهل بریتانیا بود.
از باشگاه‌هایی که در آن بازی کرده‌است می‌توان به باشگاه فوتبال برایتون اند هوو آلبیون، باشگاه فوتبال کولچستر یونایتد، باشگاه فوتبال فولام، و باشگاه فوتبال ویمبلدون اشاره کرد.